# لطفي لبيب
لطفي لبيب (1366- 1447 هـ / 1947- 2025 م) ممثل مصري فُكاهي، اشتَهَر بأداء الأدوار الثانوية وأدوار الأب. وهو ممثل مسرحي وإذاعي وتلفزي.

## سيرته
وُلد لطفي بن حسني لبيب في مركز ببا بمحافظة بني سويف، يوم الاثنين 2 شوَّال 1366هـ الموافق 18 أغسطس (آب) 1947م. حصل على ليسانس في الآداب من كلية الآداب بجامعة الإسكندرية، ثم التحق بمعهد الفنون المسرحية.
بدأ مسيرته الفنية متأخرًا 10 سنوات، فبعد تخرُّجه في المعهد العالي للفنون المسرحية عام 1970، التحقَ بالخدمة العسكرية واستمرَّ تجنيده مدَّة 6 سنوات، ثم سافر خارج مصر أربع سنوات. فبدأت مسيرته الفنية عام 1981 بمشاركته في مسرحية «المغنية الصلعاء»، ثم مسرحية «الرهائن» بالاشتراك مع الفنانة رغدة.
وعلى الرغم من صِغَر أدواره في مرحلة البدايات أصبح شريكًا رئيسًا في معظم أفلام المرحلة من 2000 إلى 2010، بعد نجاحه الكبير في فيلم «السفارة في العمارة» الذي يراه فاتحة خير. وإلى جانب نشاطه في السينما والتلفزة والمسرح ألف كتابًا بعنوان «الكتيبة 26» يتحدث فيه عن تجرِبته الشخصية في حرب أكتوبر من سبتمبر 1973 حتى فبراير 1974، وقد كتبه بعد انتهاء حرب أكتوبر بعامين أي في عام 1975 حين كان مجنَّدًا في تلك الكتيبة أيام الحرب، وهي أول كتيبة عبَرَت القناة يوم السادس من أكتوبر واقتحمت حصون العدو.
رفض دعوةً لتكريمه من قِبَل السِّفارة الإسرائيلية في القاهرة، بعد تجسيده شخصية السفير الإسرائيلي في فيلم “السفارة في العمارة”مع الفنان عادل إمام، مُرجعًا ذلك إلى إيمانه بالقضية الفلسطينية، وحزنه الشديد لما يحدُث للفلسطينيين والقدس في ظلِّ الانتهاكات الإسرائيلية، ولا سيَّما مع مشاركته في تحقيق النصر على إسرائيل في حرب عام 1973.

## أعماله

### الأفلام
| - مرعي البريمو 2023 - إنت إيه 2019 - ضغط عالي 2019 - خيال مآتة 2019 - قهوة بورصة مصر 2019 - عمر خريستو 2019 - ضغط عالي 2019 - الرجل الأخطر 2018 - يوم من الأيام 2017 - مولانا 2017 - عنتر ابن ابن ابن ابن شداد 2017 - أخلاق العبيد 2017 - فين قلبي 2017 - بشتري راجل 2017 - على وضعك 2017 - أبو شنب 2016 - صابر جوجل 2016 - عسل أبيض 2016 - كنغر حبنا 2016 - أبو شنب 2016 - أوشن 14 2016 - المرسي أبو العباس 2015 - صاحب السعادة 2014 - هو فيه كده 2013 - ضغط عالي 2013 - كلام جرايد 2012 - 1X2 2012 - حصل خير 2012 - بابا 2012 | - مهمة في قديم 2012 - 30 فبراير 2012 - حارس الريس 2011 - 365 يوم سعادة 2011 - مراجيح 2011 - إذاعة حب 2011 - يا انا يا هوه 2011 - إيي يو سي 2011 - تك تك بوم 2011 - سيما علي بابا 2011 - الغرفة رقم 12 2011 - شارع الهرم 2011 - قاطع شحن 2010 - عصافير النيل 2010 - عسل إسود 2010 - الثلاثة يشتغلونها 2010 - الديب جاي جاي 2010 - زهايمر 2010 - أم النور 2010 - ميكانو 2009 - خلطة فوزية 2009 - صياد اليمام 2009 - واحد صفر 2009 - دكتور سيلكون 2009 - طير إنت 2009 - أمير البحار 2009 | - بوبوس 2009 - عزبة آدم 2009 - طباخ الريس 2008 - نمس بوند 2008 - إتش دبور 2008 - شعبان الفارس 2008 - كامب 2008 - رمضان مبروك أبو العلمين حمودة 2008 - الحكايه فيها منة 2008 - بحر النجوم 2008 - أشرف حرامي 2008 - أسد وأربع قطط 2007 - خليك في حالك 2007 - عصابة الدكتور عمر 2007 - كركر 2007 - كشف حساب 2007 - أنا مش معاهم 2007 - كده رضا 2007 - شيكامارا 2007 - التوربيني 2007 - عندليب الدقي 2007 - صباحو كدب 2006 - ثمن دستة اشرار 2006 - في محطة مصر 2006 - حاحا وتفاحة 2006 - لخمة راس 2006 | - ملك وكتابة 2006 - الراهب الصامت 2006 - علي سبايسي 2005 - واحد كابوتشينو 2005 - السفارة في العمارة 2005 - سيد العاطفي 2005 - ليلة سقوط بغداد 2005 - بحبك وبموت فيك 2005 - يا أنا يا خالتي 2005 - صايع بحر 2004 - الباشا تلميذ 2004 - شباب تيك اواي 2004 - أشتاتا أشتوت 2004 - عايز حقي 2003 - ام حسن قصير 2003 - بحبك وأنا كمان 2003 - اول مرة تحب ياقلبي 2003 - حرامية في تايلاند 2003 - صاحب صاحبه 2002 - اللمبي 2002 - خريف آدم 2002 - رشة جريئة 2001 - لو كان ده حلم 2001 - بدر 2001 - اتفرج ياسلام 2001 - جاءنا البيان التالي 2001 - الكلام في الممنوع 2000 | - فيلم ثقافي 2000 - جاءنا البيان التالي 2000 - تهديد قصير 1999 - السرير قصير 1999 - ارض ارض 1998 - النوم في العسل 1996 - البحر بيضحك ليه 1995 - جدعان الحلمية 1994 - مغلف بالشوكولاتة 1994 - مجانينو 1993 - إنذار بالطاعة 1993 - ثلاثة على الطريق 1993 - أولاد ضرغام 1993 - أرض الأحلام 1993 - امراة ايلة للسقوط 1992 - الستات 1992 - الفاس في الرأس 1992 - غرام وانتقام بالساطور 1992 - صف عساكر 1990 - الحب القاتل 1990 - تحت الصفر 1990 - كراكيب 1989 - يوم مر ويوم حلو 1988 - عودة مواطن 1986 - الجلسة سرية 1986 - المشاغبون في الجيش 1984 |

### المسلسلات
| - الأب الروحي 2017 - عيون القلب 2015 - قشطة وعسل 2013 - شمس الاصيل 2013 - الداعية 2013 - البيت 2013 - حفيد عز سيت كوم 2012 - قصص الإنسان في القرآن 2012 - الخواجة عبد القادر 2012 - الضابط والجلاد 2012 - فلول وطعمية إذاعي 2012 - جني في بلاد العجائب 2012 - التنين سيت كوم 2012 - مدرسة الأحلام 2012 - شغل عفاريت 2012 - البنسيون سيت كوم 2012 - الوهم 2012 - ابن النظام 2012 - مدفع رمضان 2011 - همس الجذور 2011 - وادي الملوك 2011 | - بين الشوطين 2011 - عريس دليفري 2011 - قضية صفية 2010 - أبو العريف 2010 - منتهى العشق 2010 - مش الف ليلة وليلة 2010 - أزمة سكر 2010 - العتبة الحمرا 2010 - بابا نور 2010 - حبيبتي اخر حاجة إذاعي 2010 - لطيف زمانه إذاعي 2010 - شغل عفاريت إذاعي 2010 - عائلة نونو 2010 - إختفاء سعيد مهران 2010 - منحوس مع مرتبة الشرف إذاعي 2010 - ونيس وأيامه 2010 - الرحايا حجر القلوب 2009 - كريمة كريمة 2009 - حكاية عائلة توتو 2009 - أبو ضحكة جنان 2009 | - الأشرار 2009 - هيما في البريمة إذاعي 2009 - أطلبيني من بابا إذاعي 2009 - فؤش سيت كوم 2009 - الظل الأبيض 2009 - معالي الوزير سيت كوم 2009 - عبودة ماركة مسجلة 2009 - جدار القلب 2008 - معكم على الهواء هايم عبد الدايم 2008 - تامر وشوقية سيت كوم 2007,2010 - لحظات حرجة 2007,2012 - عمارة يعقوبيان 2007 - الملك فاروق 2007 - السندريلا 2006 - حارة العوانس 2006 - توتو وبيجامة 2006 - القاهرة ترحب بكم 2006 - المنادي 2006 - طعمية بالكافيار سيت كوم 2005 - حب بالصلصة إذاعي 2005 - صاحب السعادة 2014 | - حد السكين 2003 - شاطيء الخريف 2003 - الأصدقاء 2002 - جائزة نوفل 2002 - شجر الأحلام 2001 - نجوم في سماء الحضارة الإسلامية 2001 - الرقص على سلالم متحركة 2001 - حارة الطبلاوي 2000 - جسر الخطر 2000 - الرجل الآخر 1999 - السيرة الهلالية 1999,2000 - رد قلبي 1998 - الحساب 1998 - زيزينيا 1997 - تليفزيون في بيتي 1997 - أهالينا 1996 - ساكن قصادي - نصف ربيع الآخر 1996 - زقاق السنجقدار 1996 - لن أمشي طريق الامس 1995 - ساكن قصادي 1995، 1996 | - ألف ليلة وليلة 1995 - الزيني بركات 1995 - أرابيسك 1994 - لا 1994 - المحاكمة 1993 - شارع المواردي 1993 - غاضبون وغاضبات 1993 - الف ليلة وليلة 1992 - فوازير المناسبات الفوازير 1989 - سجن أملكه 1987 - رأفت الهجان 1987 - عابر سبيل 1986 - عيلة الدوغري 1980 - اصلاحية جبل الليمون 1979 - الذين يحترقون 1977 - أرض النفاق 1975 - اجري اجري إذاعي 1900 - قلوب عطشى - ناس كده وكده - شجرة الاحلام |

### المسرحيات
| - سي علي وتابعه قفة 2008 - طرائيعو 2002 - حلو وكداب 2001 - الرهائن 1998 | - سوق الحلاوة 1990 - الملك هو الملك 1988 - الشحاتين 1985 | - كلام خواجات 1984 - المغنية الصلعاء 1981 |

## وفاته ونعيه
تُوفي لطفي لبيب يوم الأربعاء 5 صفر 1447هـ الموافق 30 يوليو (تَمُّوز) 2025م، في أحد المستشفيات، بعد أزمة صحِّية شديدة استدعت نقله إلى العناية المشدَّدة في الأيام الأخيرة من حياته. وقد أكد خبر الوفاة الفنان منير مكرم، عضو مجلس إدارة نقابة المهن التمثيلية.
ونعاه عدد كبير من الفنانين والمثقفين، مشيدين بمشواره الفني الطويل، وإسهاماته في السينما والدراما المصرية.

## روابط خارجية
- لطفي لبيب على موقع IMDb (الإنجليزية)
- لطفي لبيب على موقع الدهليز
- لطفي لبيب على موقع قاعدة بيانات الأفلام العربية
- لطفي لبيب على موقع قاعدة بيانات الفيلم (الإنجليزية)
- لطفي لبيب على موقع كينوبويسك (الروسية)